# Anne Cobden-Sanderson
Julia Sarah Anne Cobden-Sanderson, de soltera Cobden, (Londres, 26 de marzo de 1853 - Hammersmith, 2 de noviembre de 1926) fue una socialista británica, sufragista y vegetariana.

## Semblanza biográfica
Cobden nació en Londres en 1853, siendo hija de Catherine Anne y del político radical Richard Cobden. Después de la muerte de su padre, fue educada en escuelas en Gran Bretaña y Alemania. Vivió durante un tiempo en la casa de George MacDonald y más tarde en la casa de William Morris. En 1882, se casó con el abogado desempleado TJ Sanderson, y ambos tomaron el apellido Cobden-Sanderson.
A Anne le preocupaba que su esposo estuviera pensando en lugar de hacer algo, y sugirió que comenzara a encuadernar libros. Ya formaban parte del círculo social de William Morris y Jane Burdon, y fue su marido quien acuñó por primera vez el término 'Artes y oficios'. Morris ya había establecido Kelmscott Press cuando el esposo de Anne y un fotógrafo llamado Emery Walker acordaron fundar una imprenta. La imprenta se llamaba Doves Press y las ganancias iban a ser compartidas, pero fue Anne quien aportó el capital de 1.600 libras esterlinas necesarias para iniciar el negocio. Se acordó que si se terminaba la asociación, Walker tendría derecho a una copia de la fuente que proponían crear. Se creó el tipo Doves (palomas) y el testarudo marido de Anne siguió principios estrictos de Arts and Crafts (artes y oficios) para crear el manual de la fuente, que se vendió con una ganancia de 500 libras esterlinas. En 1906, los socios se habían peleado por la falta de interés de Walker y el interés obsesivo de su marido. A pesar del acuerdo, el esposo de Anne no entregó una copia de la fuente y, en cambio, organizó que cada copia del diseño fuera arrojada al río Támesis.

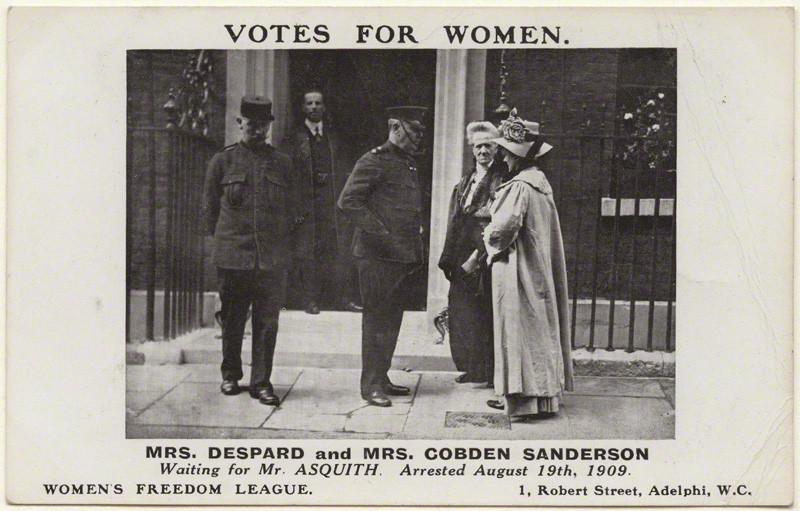
Cobden-Sanderson en el número 10 de Downing Street poco antes de su arresto en 1909.

Cobden-Sanderson trabajó para el Partido Laborista Independiente y fue arrestada como sufragista en octubre de 1906 (junto con Minnie Baldock y Nellie Martel). George Bernard Shaw escribió una carta de protesta en septiembre y Cobden-Sanderson fue liberada al mes siguiente. Fue miembro fundadora de la Women's Freedom League. También ayudó a formar la Women's Tax Resistance League en 1909.
En 1907 Harriot Stanton Blatch la invitó a hablar en los Estados Unidos para contarle a las sufragistas estadounidenses sobre los métodos de protesta utilizados en Gran Bretaña. El título de su primera charla en la Bryn Mawr College Suffrage Society fue 'Por qué fui a la cárcel'. Se fue a Estados Unidos con su esposo y, mientras hablaba con grupos de derechos de la mujer, él fue recibido como una celebridad en el campo de las Artes y oficios.
En 1922 murió su esposo. Después de su muerte, Cobden-Sanderson pagó una gran suma para resolver una disputa con Emery Walker y compensarlo por la pérdida de la tipografía que su esposo había arrojado al Támesis cuando terminó su asociación con Walker.
Cobden-Sanderson murió en Hammersmith en 1926.
Su tataranieto, Nick Cobden-Wright, inició una campaña para salvar su antigua casa, Dunford House, Midhurst (también hogar de su padre Richard Cobden, el parlamentario radical y liberal) de la venta en 2019 por los propietarios, la Asociación Cristiana de Jóvenes (YMCA, por sus siglas en inglés). Contenía su pancarta 'No Vote No Tax' que había sostenido en la protesta de Downing Street. Su campaña de la Fundación Cobden fue respaldada por la bisnieta de Emmeline Pankhurst, Helen Pankhurst, Orden del Imperio Británico, entre otros.

## Vegetarianismo
Cobden-Sanderson estudió teosofía y vegetarianismo. Se hizo vegetariana a los 20 años y escribió Cómo me convertí en vegetariana, en 1908.
Ese mismo año constituyó el New Food Reform Movement con Sarah Grand y los vegetarianos Charlotte Despard, Beatrice Webb y Seebohm Rowntree. El movimiento tenía como objetivo iluminar a la opinión pública sobre las dietas saludables. Cobden-Sanderson se oponía a la dieta rica en carne de la época, argumentando que era perjudicial para la salud y mala para la digestión.

## Diario
Los documentos de la gobernadora de Holloway del siglo XX, Joanna Kelley, están en la biblioteca de la Escuela de Economía de Londres y, curiosamente, contienen el (¿confiscado?) diario de la prisión de Sanderson.